# HD 225218
HD 225218，又名BD+41 4933，SAO 36037、HR 9105，是一颗恒星，视星等为6.01，位于銀經113.72，銀緯-19.94，其B1900.0坐标为赤經23h 59m 28.2s，赤緯+41° -19.94′ 10″。